# Chiesa di Sant'Andrea (Sassari)
La chiesa di Sant'Andrea è un edificio di culto di Sassari, situato nel corso Vittorio Emanuele II. È sede della confraternita del Santissimo Sacramento.

## Storia e descrizione
Il tempio venne eretto per volere di Andrea Vico Guidoni, medico di origine corsa. La costruzione iniziò dopo la morte di quest'ultimo, avvenuta nel 1648, e terminò nel XVIII secolo con il completamento della facciata, secondo i canoni dello stile rococò di importazione piemontese.
Il prospetto si sviluppa su due ordini ed è suddiviso in tre specchi, tramite lesene; lo specchio centrale culmina in un timpano e si raccorda agli specchi laterali tramite due volute curvilinee. Sotto il timpano si trova una serliana, mentre nella zona inferiore della facciata, al centro, si apre il portale. Ai lati si innalzano due piccoli campanili.
L'interno è a pianta rettangolare, con navata unica voltata a botte. Su ciascun lato si aprono due cappelle, dove sono altari in stucco dipinto, caratterizzati da colonne tortili; in uno di essi è esposto un crocifisso ligneo del XVII secolo, di scuola napoletana, mentre gli altri altari ospitano tre tele. Il presbiterio, chiuso da una balaustra semicircolare, ospita la lapide tombale di Andrea vico Guidoni. L'abside semicircolare presenta sul catino una decorazione in stucco a forma di conchiglia.